# Conferencia Episcopal de Cuba
La Conferencia de Obispos Católicos de Cuba, es un organismo de la Iglesia católica que afilia a todas la diócesis y arquidiócesis del país caribeño.

## Miembros
Los miembros de la Conferencia de Obispos son:
Todos los arzobispos y obispos residenciales, los administradores y vicarios apostólicos, los administradores diocesanos y los demás que, por derecho, se equiparán a los obispos diocesanos de las siguientes diócesis.

### Arquidiócesis
- Arquidiócesis Primada de Santiago de Cuba.[2] (creada en 1803)
- Arquidiócesis de San Cristóbal de La Habana.[3] (creada en 1925)
- Arquidiócesis de Camagüey.[4] (creada en 1998)

### Diócesis
- Diócesis de Pinar del Río (creada en 1903)
- Diócesis de Cienfuegos (creada en 1903)
- Diócesis de Matanzas.[5] (creada en 1912)
- Diócesis de Holguín.[6] (creada en 1979)
- Diócesis de Santa Clara.[7] (creada en 1995)
- Diócesis de Ciego de Ávila.[8] (creada en 1996)
- Diócesis del Santísimo Salvador de Bayamo-Manzanillo.[9] (creada en 1995)
- Diócesis de Guantánamo-Baracoa.[10] (creada en 1998)

Los obispos titulares que ejerzan un oficio pastoral al servicio de toda la Iglesia en Cuba, por encargo de la Santa Sede o de la Conferencia Episcopal.

## Membresía
Por tanto los miembros de la COCC por orden jerárquico son:

### Arzobispos
- Juan de la Caridad García Rodríguez, Cardenal Presbítero de la Santa Iglesia Romana en Santos Aquila y Priscila, Arzobispo Metropolitano de San Cristóbal de La Habana, Miembro del Dicasterio para la Justicia y la Paz, del Dicasterio para el Clero, del Dicasterio para América Latina y del Comité Permanente de la Conferencia de Obispos Católicos de Cuba.
- Dionisio Guillermo García Ibáñez, Arzobispo Primado de Santiago de Cuba y Miembro del Comité Permanente de la Conferencia de Obispos Católicos de Cuba.
- Wilfredo Pino Estévez, Arzobispo Metropolitano de Camagüey.

### Obispos
- Emilio Aranguren Echeverría, Obispo de Holguín y Presidente de la Conferencia de Obispos Católicos de Cuba.
- Marcelo Arturo González Amador, Obispo de Santa Clara y Vicepresidente de la Conferencia de Obispos Católicos de Cuba.
- Juan de Dios Hernández Ruiz S.J., Obispo de Pinar del Río y Secretario General de la Conferencia de Obispos Católicos de Cuba.
- Domingo Oropesa Lorente, Obispo de Cienfuegos.
- Juan Gabriel Díaz Ruiz, Obispo de Matanzas.
- Álvaro Julio Beyra Luarca, Obispo del Santísimo Salvador de Bayamo-Manzanillo.
- Silvano Herminio Pedroso Montalvo, Obispo de Guantánamo-Baracoa.
- Eloy Ricardo Domínguez Martínez, Obispo Titular de Nisa en Licia y Obispo Auxiliar de la Arquidiócesis de San Cristóbal de La Habana.
- Marcos Pirán Gómez, Obispo Titular de Boseta y Obispo Auxiliar de la Diócesis de Holguín
- Dariusz Josef Chalupcznski, Sacerdote Administrador Diocesano de Ciego de Ávila

## Estructura Conferencia Episcopal Cubana
Presidencia
- Presidente: Excmo. Mons. Emilio Aranguren Echeverría

Obispo de Holguín
- Vicepresidente: Excmo. Mons. Marcelo Arturo González Amador

Obispo de Santa Clara
- Secretario General: Excmo. Mons. Juan de Dios Hernández Ruiz, S.J

Obispo de Pinar del Río
- Otros Miembros del Comité Permanente:

Excmo. Mons. S.E.R. Cardenal Juan de la Caridad García Rodríguez
Arzobispo de La Habana
Excmo. Mons. Dionisio Guillermo García Ibáñez
Arzobispo de Santiago de Cuba
- Secretario Adjunto:

Padre Ariel Suárez

Comisiones
- Presidente:
- Adjunto: Mons. Ramón Suárez Polcari, Canciller, Arzobispado de La Habana

Conferencia Cubana de Religiosos (CONCUR)
- Presidenta: Hna. Nadeslida (Nadieska) Almeida Miguel, Compañía de las Hijas de la Caridad de San Vicente de Paúl

- Vicepresidentes:

Hno. Héctor Ávalos Gil, Congregación de los Hermanos Maristas
Hna. María Paz Viniegra Mesa, Congregación de las Religiosas de Jesús María
- Vocales:

Hna. Yaquelín Casales Santos, Congregación de las Siervas de San José
Hna. Sandra Lucarelli, Congregación de las Religiosas de María Inmaculada
Pbro. Aldo Marcelo Cáceres, Orden de San Agustín.
Pbro. Gilberto Roland Walker, Congregación de la Misión